# Tang Daizong
Tang Daizong (zijn persoonlijke naam was Li Chu) (9 januari 727 – 23 mei 779) was keizer van de Chinese Tang-dynastie. Hij regeerde van 762 tot 779. 
Daizong volgde zijn in 762 gestorven vader Suzong op. Op dat moment was de grootschalige An Lushan-opstand nog niet geheel bedwongen. Suzong had de hulp van Oeigoerse huurlingen ingeroepen om de opstandelingen te bestrijden. Met hun hulp wist Daizong in 763 Luoyang, na Chang'an de tweede hoofdstad van het rijk, te heroveren. Als prijs bedongen de Oeigoeren dat ze de stad mochten plunderen. 
Daizong wist de An Lushan-opstand definitief te beëindigen door verschillende opstandige generaals te benoemen tot militaire gouverneur. Deze regionale machthebbers waren echter vrijwel zelfstandig en trokken zich weinig aan van het centrale gezag. Gedurende de rest van de Tang-dynastie zou het keizerlijke gezag sterk verzwakt blijven door de macht van de militaire gouverneurs. Het centrale gezag verloor een groot deel van de agrarische belastingopbrengsten in het noorden van het rijk, hetgeen deels gecompenseerd werd door inkomsten uit monopolies op zout en ijzer in het zuiden. 
De opkomst van het Tibetaanse rijk zorgde voor problemen aan de westgrens van het rijk. In 763 plunderden de Tibetaanse troepen Chang'an. Zij moesten de stad al snel weer prijsgeven, maar de Tibetanen bleven in de decennia daarna heer en meester in het gebied van de moderne provincies Gansu en Qinghai. De Tang-heersers verloren daardoor hun greep op de gebieden in Centraal-Azië die ze in de eerste eeuw van hun dynastie hadden beheerst. 